# Scelolophia variabilis
Scelolophia variabilis är en fjärilsart som beskrevs av Dyar 1913. Scelolophia variabilis ingår i släktet Scelolophia och familjen mätare. Inga underarter finns listade.